# Srednji Bučumet
Srednji Bučumet (izvirno srbsko Средњи Бучумет) je naselje v Srbiji, ki upravno spada pod Občino Medveđa; slednja pa je del Jablaniškega upravnega okraja.

## Demografija
V naselju, katerega izvirno (srbsko-cirilično) ime je Средњи Бучумет, živi 185 polnoletnih prebivalcev, pri čemer je njihova povprečna starost 53,3 let (49,0 pri moških in 56,9 pri ženskah). Naselje ima 93 gospodinjstev, pri čemer je povprečno število članov na gospodinjstvo 2,23.
To naselje je, glede na rezultate popisa iz leta 2002, večinoma srbsko, a v času zadnjih treh popisov je opazno zmanjšanje števila prebivalcev.
|  |

| Demografija | Demografija     | Demografija     |
| Leto        | Št. prebivalcev | Št. prebivalcev |
| ----------- | --------------- | --------------- |
|             |                 |                 |
|             |                 |                 |
|             |                 |                 |
|             |                 |                 |
| 1948        | 657             |                 |
| 1953        | 725             |                 |
| 1961        | 751             |                 |
| 1971        | 566             |                 |
| 1981        | 454             |                 |
| 1991        | 306             | 306             |
| 2002        | 213             | 207             |
|             |                 |                 |

| Etnična sestava po popisu iz leta 2002 | Etnična sestava po popisu iz leta 2002 | Etnična sestava po popisu iz leta 2002 | Etnična sestava po popisu iz leta 2002 | Etnična sestava po popisu iz leta 2002 |
| -------------------------------------- | -------------------------------------- | -------------------------------------- | -------------------------------------- | -------------------------------------- |
| Srbi                                   | Srbi                                   |                                        | 206                                    | 99,51%                                 |
| Madžari                                | Madžari                                |                                        | 1                                      | 0,48%                                  |
| Neznano                                | Neznano                                |                                        | 0                                      | 0,0%                                   |